# Erlenbacher Hütte

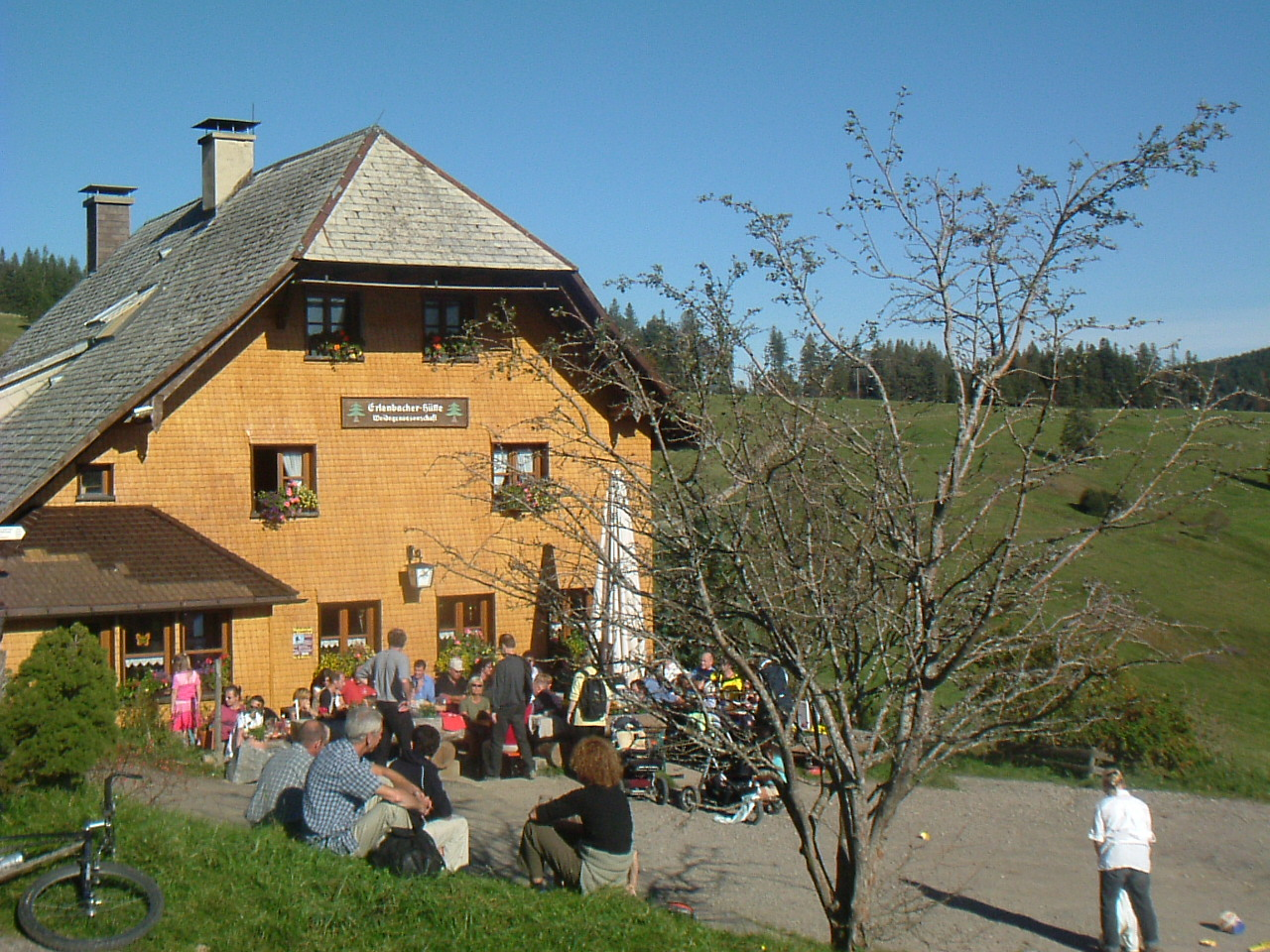
Erlenbacher Hütte mit Außenbewirtung, Blick nach Osten

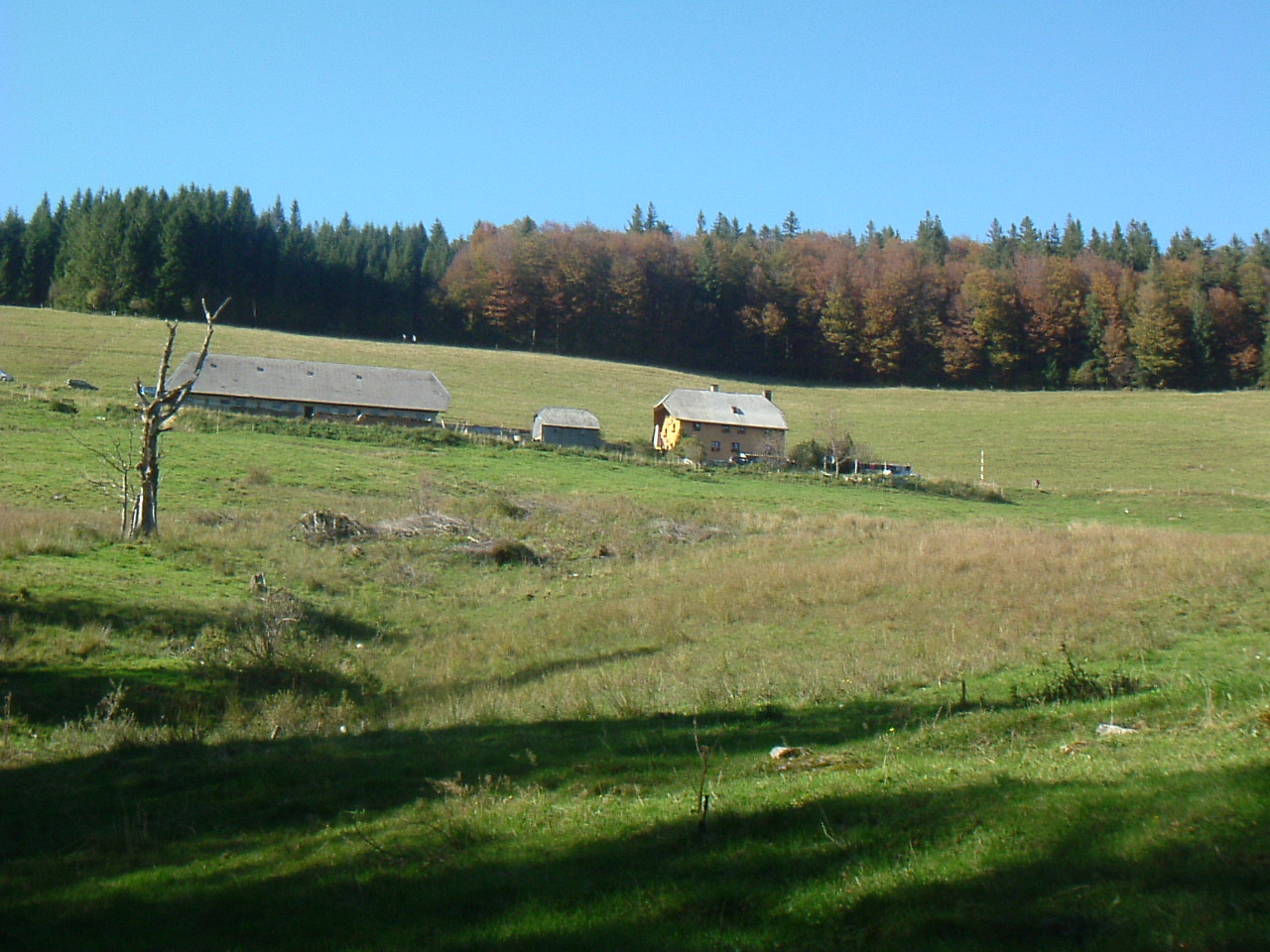
Blick auf die Erlenbacher Hütte vom Wilhelmer Tal aus

Die Erlenbacher Hütte ist eine Gastwirtschaft und Herderhütte (Almhütte) auf dem Erlenbach (etwa 1100 m ü. NN) im Schwarzwald.

## Geschichte
Seit Jahrhunderten wird auf dem Erlenbach von einer Weidegemeinschaft über den Sommer Vieh gehalten. Da der Boden in 1300 Metern Höhe für eine intensive landwirtschaftliche Nutzung nicht geeignet ist, handelt es sich dabei vorwiegend um Jungvieh. Die Weidegenossenschaft stellt einen sogenannten Herder, der die Herderhütte bewirtschaftet. In früherer Zeit stand ihm ein Hirte zur Seite, der für das Vieh zuständig war. Heute übernimmt der Herder die Bewirtschaftung der Erlenbacher Hütte und die Pflege der Tiere. Dank gut ausgebauter Straßen und eigenem Stromanschluss kann die Erlenbacher Hütte heute ganzjährig vom Herder und seiner Familie bewohnt werden.
Der Name Erlenbach könnte auf einen Erlenbestand hinweisen, aber auch auf einen Personennamen wie etwa Erlebrand oder Erlebrecht zurückgehen.
Aus Urkunden geht hervor, dass es schon um das Jahr 1000 oder 1100 die Erlenbacher Weidegenossenschaft gab. Ob diese jedoch bereits den Erlenbach als Hochweide nutzte, ist nicht belegt.
Im 12. Jahrhundert ist der Flurname „Erlibach“ als Bezeichnung für einen unter dem Feldberg gelegenen Wald, erstmals in einer Verkaufsurkunde belegt. Der Erlenbach wird im Verlauf der Jahrhunderte mehrfach verkauft, darunter um 1327 an die Wilhelmiten. 1472 wird dann der Hof Erlenbach erstmals genannt, der damals aus einem Wohnhaus und einem Stall für die Tiere des Herders bestand. In späteren Urkunden wird der Erlenbacher Hof mehrfach verpfändet und verkauft, dabei sind in den jeweiligen Urkunden oft die (meist 12 oder 13) Mitglieder der Erlenbacher Weidegenossenschaft als Besitzer genannt. Seit dem 17. Jahrhundert ist eine nahezu Lückenlose Reihe der Herder und Wirte belegt.
1769 wurde ein neues Wohnhaus gemeinsam mit einer Viehhütte erbaut.
In den 1960er Jahren war eine Erschließung des Erlenbachs für den Skitourismus geplant, diese kam jedoch nie zustande.

## Gegenwart
Die Erlenbacher Hütte wurde über Jahrzehnte von Pirmin Kleiser geführt. Danach von seinen Söhnen sowie anschließend von Andreas Stoll. Vom Frühjahr 2002 bis Februar 2018 übernahm die Familie Brüstle die Gastwirtschaft sowie die Herdertätigkeit. Danach war die Erlenbacher Hütte geschlossen und wurde renoviert. Unter anderem wurde die Schindelfassade mit Walnussschalen-Granulat abgestrahlt. Zum 1. Juni 2018 öffneten Christine Mosch und Nikolay Hatzl die Hütte wieder. Im April 2021 gaben sie bekannt, dass sie aufgrund der Zwangsschließung während der Covid-19-Pandemie aufgeben müssen.  Ende Januar 2022 wurde die Hütte mit neuen Pächtern wiedereröffnet. 
Der Erlenbach ist von Oberried aus mit dem Auto erreichbar und dient meist als Ausgangspunkt für zahlreiche Wanderungen im Feldberggebiet und eignet sich besonders als Zugang zum Alpinen Pfad, einem der höchstgelegenen Wanderwege im Schwarzwald, durch das alpine Gelände der Nordabstürze von Feldberg und Stübenwasen, der durch seine exponierte Lage und seinen alpinen Charakter eine Besonderheit im Schwarzwald darstellt.